# Mellemfolkeligt Samvirke
Mellemfolkeligt Samvirke (forkortet MS) er en dansk organisation (NGO), hvis officielle formål er at fremme mellemfolkelig (dvs. international) forståelse og solidaritet. Organisationen anvender også i internationale sammenhænge navnet ActionAid Denmark. Organisationens arbejde foregår i såvel Danmark som udlandet. Størstedelen af organisationens resurser anvendes til udviklingsaktiviteter i tredjeverdenslande i især Afrika og Mellemamerika. I Danmark arbejder MS især med oplysning om globale forhold og med flygtninge- og indvandrerspørgsmål. Lægen og forfatteren Haifaa Awad er organisationens forperson (valgt i 2022).
På linje med andre ikke-statslige organisationer som Røde Kors og Dansk Flygtningehjælp mv. har Mellemfolkeligt Samvirke gennem årene siden 1962, hvor Danmark påbegyndte sin bilaterale udviklingsbistand, spillet en aktiv rolle i formidlingen heraf. I de første mange år skete det hovedsagelig i form af udsendelse af danske udviklingsarbejdere til modtagerlandene, mens vægten efter 1993 blev lagt på økonomisk og institutionel støtte til lokale partnerorganisationer i de enkelte modtagerlande.
Ifølge finansloven for 2021 har Mellemfolkeligt Samvirke som mål "at fremme en retfærdig og bæredygtig verden, hvor alle mennesker lever i frihed og værdighed uden fattigdom og undertrykkelse." Yderligere fremgår det at udviklingsarbejde har fokus på "at organisere og styrke civilsamfundets deltagelse og råderum med særlig fokus på unge og sociale bevægelser."
I 2010 blev MS en del af den internationale NGO ActionAid.

## Historie
Mellemfolkeligt Samvirke blev stiftet i 1944 under navnet Fredsvenners Hjælpearbejde. Her var formålet at bidrage til genopbygningen af Europa efter anden verdenskrigs ødelæggelser. Blandt de oprindelige stiftere var botanikeren Hagbard Jonassen og den senere højskoleforstander og radikale politiker Svend Haugaard.  I 1949 skiftede organisationen navn til Mellemfolkeligt Samvirke.
I mange år var organisationens hovedopgave udsendelse af danske udviklingsarbejdere ("ulandsfrivillige") til de forskellige modtagerlande. I 1993 blev arbejdet imidlertid omlagt, efter at det blev besluttet, at opgaverne primært skulle løses via økonomisk og institutionel støtte til lokale partnerorganisationer i de enkelte modtagerlande.
I perioden 1948-2005 udgav MS magasinet Kontakt, der som et tematisk og baggrundsorienterende debatmagasin fokuserede på global ulighed og den økonomiske, politiske og kulturelle udvikling udenfor Europa.
Organisationens første formand var Hagbard Jonassen (1944-46 og 1948-57). Blandt øvrige formænd har været psykologen Thomas Sigsgaard (1963-67), direktør Ole Bang (1967-75) samt adjunkt og lektor i økonomi og senere minister for udviklingsbistand Christian Friis Bach (1997-2001).

## Organisation
Mellemfolkeligt Samvirke har både enkeltpersoner og organisationer som medlemmer. Organisationen har ifølge egne angivelser godt 20.000 individuelle medlemmer. 18 organisationer er kollektive medlemmer, heriblandt Dansk Ungdoms Fællesråd, BUPL, Dansk Magisterforening, Danmarks Lærerforening, Dansk El-forbund, Malerforbundet i Danmark, Foreningen for Folkehøjskoler, Efterskoleforeningen, FN-forbundet, Den Internationale Højskole, Danmarks Socialdemokratiske Ungdom og Socialistisk Folkepartis Ungdom.
Mellemfolkeligt Samvirkes Råd er MS' øverste myndighed og træffer i samarbejde med bestyrelsen beslutninger på organisationens vegne.
Siden 2016 har Tim Whyte været generalsekretær. Siden maj 2022 har lægen og forfatteren Haifaa Awad været forperson.

## Økonomi
Mellemfolkeligt Samvirke havde i 2020 indtægter på 231 mio. kr. Heraf var 73 %, knap 170 mio. kr., offentlige midler, primært fra Danida og fra EU. Den resterende fjerdedel stammede fra donationer og indsamlinger, forskellige indkomstdækkede aktiviteter samt øvrige indtægter som administrationsbidrag og renter. Af udgifterne på 237 mio. kr. gik 74 % (174,7 mio. kr.) til programarbejdet i Syd. Resten blev fordelt på oplysningsarbejde i Danmark, udgifter i forbindelse med det indtægtsdækkede arbejde samt administration, branding og fundraising.

### Offentlige midler
Siden 1990 har det været muligt for at indgå flerårige rammeaftaler om tildeling af finanslovsmidler med organisationer om bistandsaktiviteter i udviklingslandene, hvilket MS fik del i. I 2013 nedsatte regeringen midler til partnerskabsaftalen Det Arabiske Initiativ, hvor Udenrigsministeriet indgik 11 flerårige aftaler med danske organisationer i perioden 2013-2016, herunder Mellemfolkeligt Samvirke. I 2017 overgik MS til ordningen Strategiske Partnerskaber på finansloven, og i juli samme år blev det meddelt, at MS fik hævet støtten med 30 millioner kroner årligt, fordi Udenrigsministeriet var tilfredse med Mellemfolkeligt Samvirkes arbejde.
En oversigt over de tildelte offentlige midler til Mellemfolkeligt Samvirke i mio. kr. i 2014-20 fremgår af tabellen nedenfor.
| År   | Beløb |
| ---- | ----- |
| 2014 | 179,6 |
| 2015 | 170   |
| 2016 | 126,1 |
| 2017 | 119   |
| 2018 | 150,9 |
| 2019 | 164,6 |
| 2020 | 169,8 |